# Église Saint-Mainbœuf de Villebernier
L'église Saint-Mainbœuf est une église située à Villebernier, en France.

## Localisation
L'église est située dans le département français de Maine-et-Loire, sur la commune de Villebernier.

## Historique
L'édifice est inscrit au titre des monuments historiques en 1962.